# Mochovský mlýn
Mochovský mlýn (Žežulka, Sterzmühle) v Mochově u Hartmanic v okrese Klatovy je vodní mlýn, který stojí jižně od obce na samotě v Pekelském údolí na potoce Volšovka. Je chráněn jako nemovitá kulturní památka České republiky.

## Historie
Mlýn je zaznamenán na mapě 1. vojenského mapování z let 1764–1768.

## Popis
Areál se skládá z vlastního mlýna s vodním systémem a stodoly. Patrový, zčásti roubený mlýn s pavláčkou má původní technické vybavení. Voda na vodní kolo vedla náhonem s dřevěnými vantroky přes stavidlo a odtokovým kanálem se vracela zpět do potoka.